# Église Saint-Étienne de Dorceau
L'église Saint-Étienne est une église catholique située à Dorceau, en France.

## Localisation
L'église est située dans le département français de l'Orne, au sud-ouest du bourg de Dorceau.

## Mobilier et architecture
L'édifice, datant des XIe, XIVe et XVe siècles, en partie romane, possède trois nefs. Le portail, sous une arcade à modillons, sur avant corps, est à larmier et triple voussure. Les nefs latérales sont d'époque Renaissance (XVe et XVIe siècles) et s'ouvrent sur la grande nef par des arcades en tiers-point. Des peintures murales ont été mises au jour en 1986. L'édifice abrite un bel autel galbé en pierre blanche, d'époque Louis XV, un tabernacle en bois à cinq pans, un retable à trois niches avec statues en plâtre des saints Laurent et Étienne (XVIIIe siècle), des autels latéraux en pierre (1677), avec fronton à pilastres et anges adorateurs, une vierge en pierre dans la nef de gauche, un grand christ à trois clous. Au-dessus de la porte d'entrée se trouve un tableau de la donation du Rosaire. Sont également présents un tableau et un chemin de croix du XIXe siècle, des stalles et une chaire avec restes de dorure XVIIIe siècle. L'église présente en façade deux cadrans solaires et diverses pierres sculptées et est entourée d'un intéressant ancien cimetière.
Il est inscrit au titre des Monuments historiques depuis le 29 novembre 1948.